# Dublin City
Der Dublin City Football Club war ein Fußballverein aus dem Norden der irischen Hauptstadt Dublin. Aufgrund finanzieller Probleme wurde der Spielbetrieb am 19. Juli 2006 eingestellt.

## Geschichte
Der Verein wurde im Jahr 1999 nach einer Abspaltung vom Home Farm FC ursprünglich als Home Farm Fingal gegründet, ehe durch die Vereinsübernahme durch den CEO Ronan Seery der Name zur Saison 2001/02 auf Dublin City Football Club geändert wurde. Der Klub spielte fortan in der zweitklassigen Ireland First Division, ehe man zur Spielzeit 2003 mit dem Meistertitel den Aufstieg in die erstklassige League of Ireland Premier Division fixierte. Im Jahr 2004 folgte jedoch mit nur sechs Siegen aus 36 Spielen der prompte Abstieg zum Saisonende. Im Folgejahr 2005 konnte sich der Verein mit dem Vizemeistertitel in der First Division für das Aufstiegs-Play-off gegen den Vorletzten aus der Premier Division den Shamrock Rovers qualifizieren. Das Final-Hinspiel im Dalymount Park konnte dank eines späten Treffers durch David McGill in der 86. Spielminute mit 1:2 gewonnen werden. So reichte im Rückspiel im Tolka Park nach vorläufiger 1:0-Führung letztendlich ein 1:1-Unentschieden (Gesamt: 3:2) zum erneuten Aufstieg in die Premier Division. Aufgrund finanzieller Probleme musste sich der Verein am 19. Juli 2006 vom Spielbetrieb zurückziehen und wurde aufgelöst.

## Erfolge
- League of Ireland Premier Division

2 × Teilnahmen: 2004, 2006
- EIRCOM League Play-offs

1 × Sieger: 2005
- League of Ireland First Division

1 × Meister: 2003
1 × Vizemeister: 2005